# Phragmotheca mambitana
Phragmotheca mambitana är en malvaväxtart som beskrevs av J.L. Fernández-alonso och R. Jaramillo-mejia. Phragmotheca mambitana ingår i släktet Phragmotheca och familjen malvaväxter. Inga underarter finns listade i Catalogue of Life.